# Paternáin
Paternáin (en euskera: Paternain o Baternain) es una localidad española y un concejo de la Comunidad Foral de Navarra perteneciente al municipio de la Cendea de Cizur. Su gentilicio es paterniense/ -a o en euskera, baternaindarra. Está situada en la Merindad de Pamplona, en la Cuenca de Pamplona y a 11 km de la capital de la comunidad, Pamplona. Está se encuentra a 439 metros sobre el nivel del mar y su población en 2014 fue de 357 habitantes (INE). Este pueblo puede ser identificado fácilmente por sus fiestas patronales o por sus bares.

## Geografía física

### Situación
Paternáin se sitúa en la parte norte de la Cendea de Cizur, situada a su vez en la parte central de la Comunidad Foral de Navarra y al suroeste de la Cuenca de Pamplona. Su término concejil tiene una superficie de 1,86 km² y limita al norte con Ibero en la Cendea de Olza, al este con Gazólaz, al sur con Muru-Astráin, y al oeste con Eriete y Larraya. 

## Historia
Ya en el siglo XIII este lugar, hoy concejo, constaba como señorío realengo donde los hospitalarios de la Orden Hospitalaria de San Juan de Jerusalén poseyeron tierras y heredades. En su término (Legardia y Areabidea) se han encontrado hallazgos arqueológicos pertenecientes a poblaciones que vivieron en la Edad del Bronce y final del Hierro (1000-700 antes de Cristo) En 1796 vivían 56 personas y en el pueblo habitaban tres estudiantes. En la actualidad es una localidad residencial dotada de una notable infraestructura. Al igual que en Undiano, San Martín de Tours el protector de los tejedores, es el patrón localidad, donde tiene dedicada la parroquia, un edificio de una sola nave cuyo origen hay que buscarlo en el siglo XIII pero reformado en el siglo XVII. Dispone de un retablo romanista obra de Juan de Gasteluzar.

## Demografía

### Evolución de la población
| Gráfica de evolución demográfica de Paternáin entre 2000 y 2010 |
|                                                                 |
| Datos según el nomenclátor publicado por el INE.                |

Se estima que en 2025 hay alrededor de 400 habitantes.

## Cultura

### Fiestas y eventos
- Fiesta patronales: El último fin de semana del mes de mayo en honor a San Martín de Tours.
- Txinurri: pasacalles infantil  y merienda celebrado el  1 de noviembre.
- San Martín: el 11 de noviembre se siguen realizando las fiestas en honor a San Martín de Tours.
- Carnavales: La fecha suele variar en torno a la Semana Santa
- Otras fiestas: Carrera Solidaria I y II (actualmente no se celebra), celebradas en 2017 y 2018. Oktoberfest, celebrado en 2024 el primer sábado de octubre.

## Comunicaciones
| Eskualdeko Hiri Garraioa/Transporte Urbano Comarcal |   |
| Taxi Iruñerria                                      |   |
| Zona                                                | B |
| Estaciones                                          |   |